# Стикувальний модуль станції «Мир»
Стикувальний модуль станції «Мир» (СО, виріб 316ГК) - розроблений і виготовлений в РКК «Енергія» для стикувань шатлів до модуля «Кристал» станції «Мир» без попередньої перестиковки з бічного на осьової вузол ПХВ Базового блоку «Миру». 

Остаточна конфігурація Миру, що показує модуль стикування (коричневий) з пристикованим Space Shuttle.

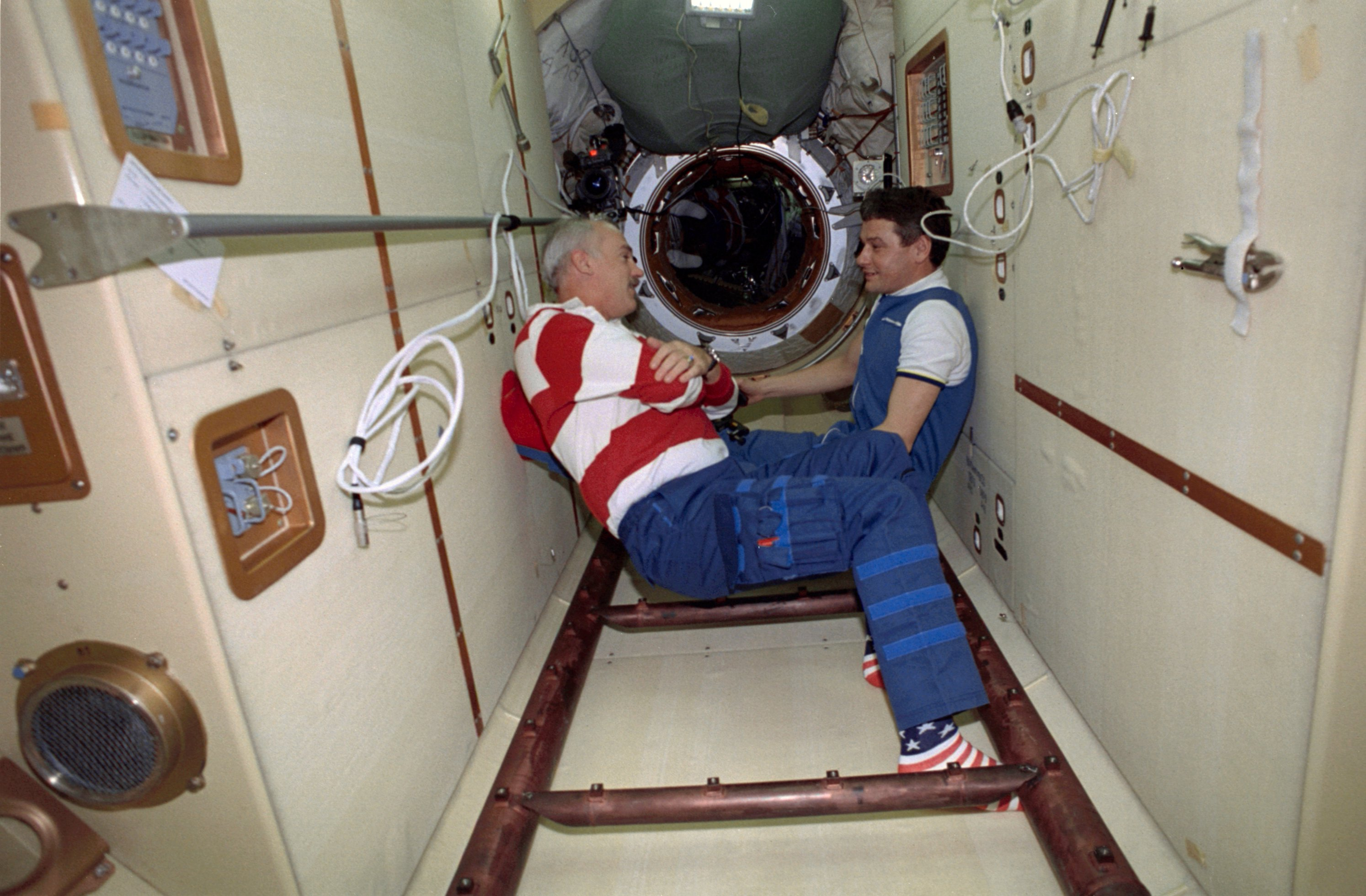
Інтер’єр модуля стикування

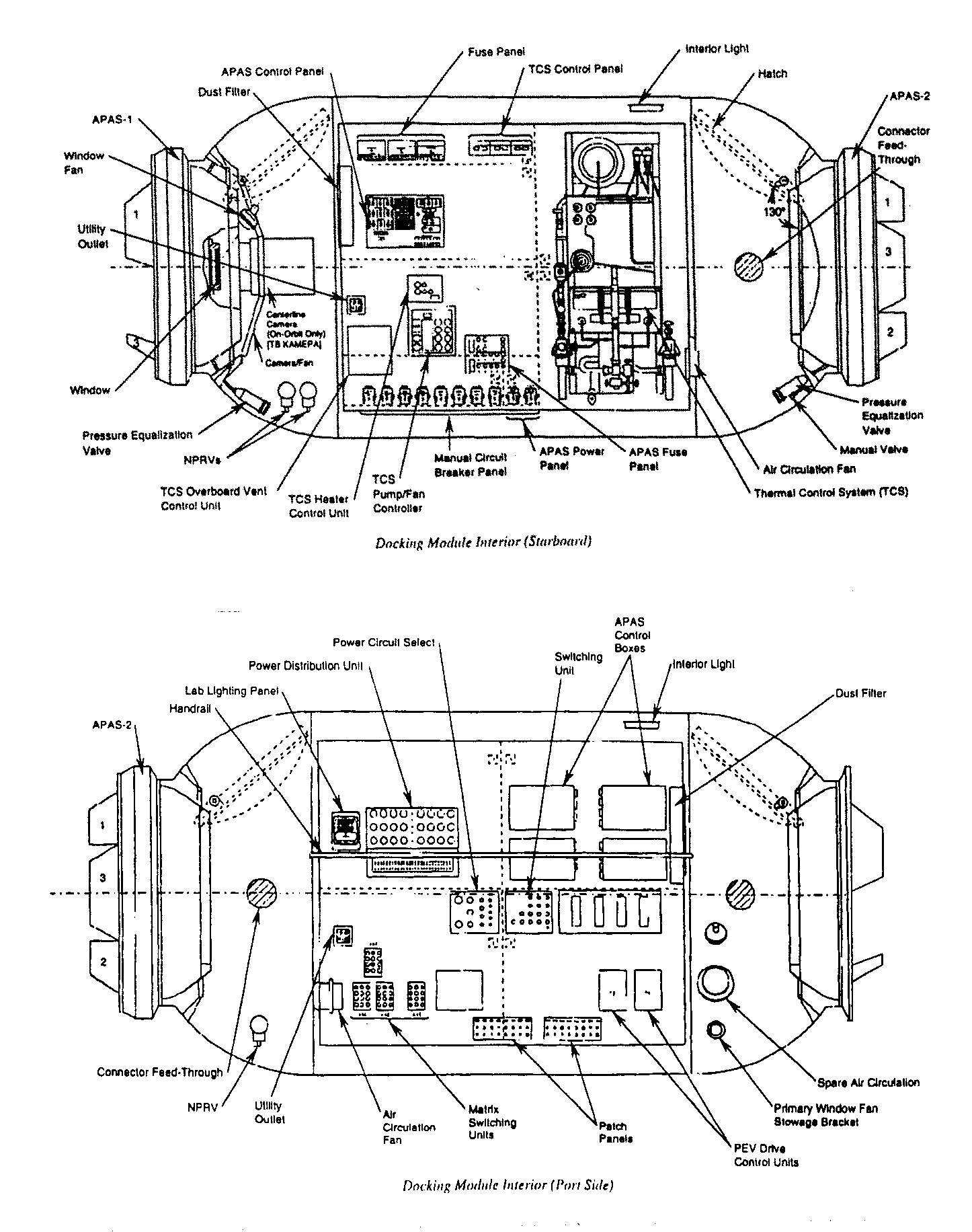
Виріз модуля стикування

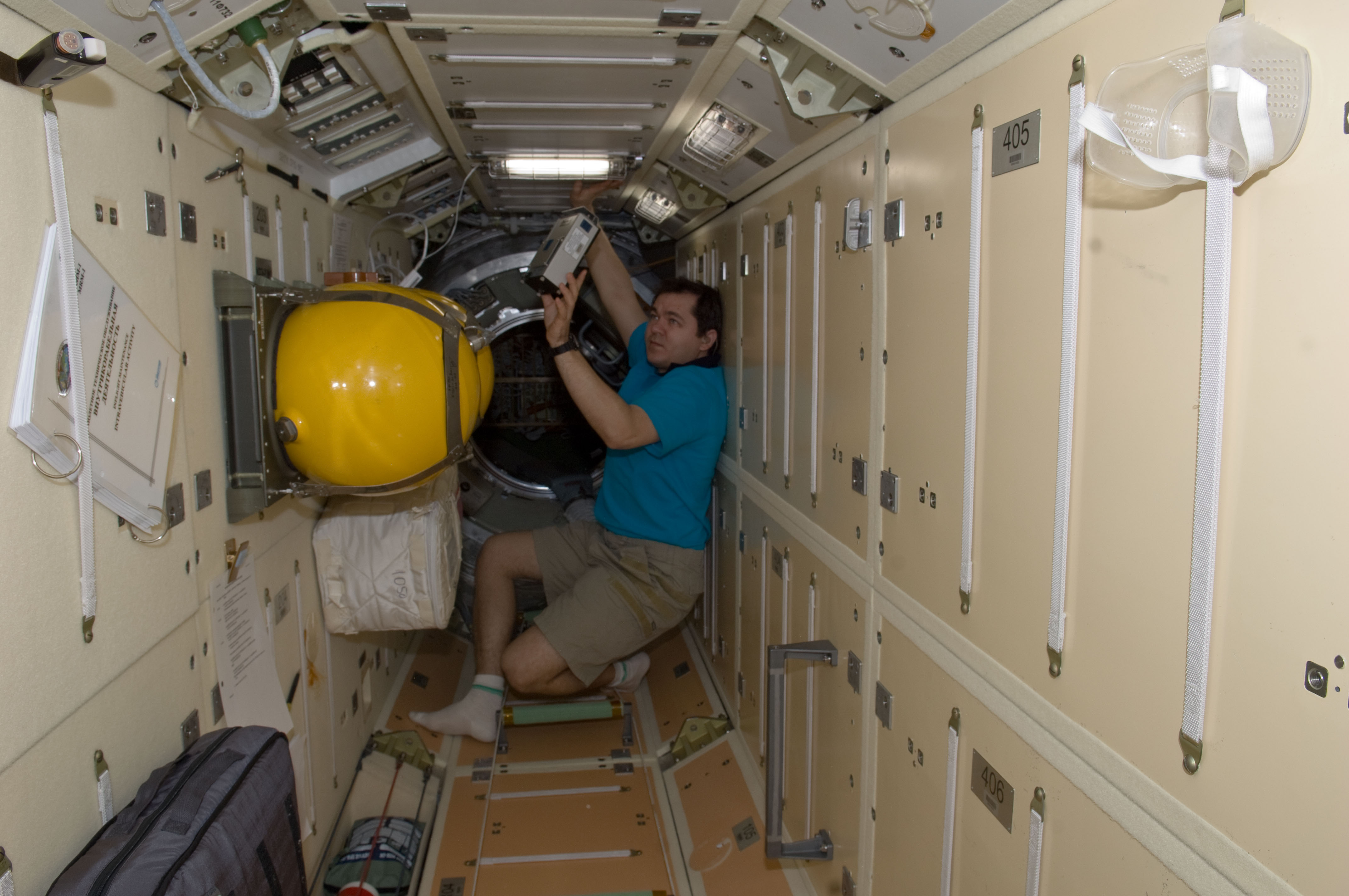
Вигляд інтер’єру Рассвета, порівняно з модулем стикування станції Мир, наведеним вище

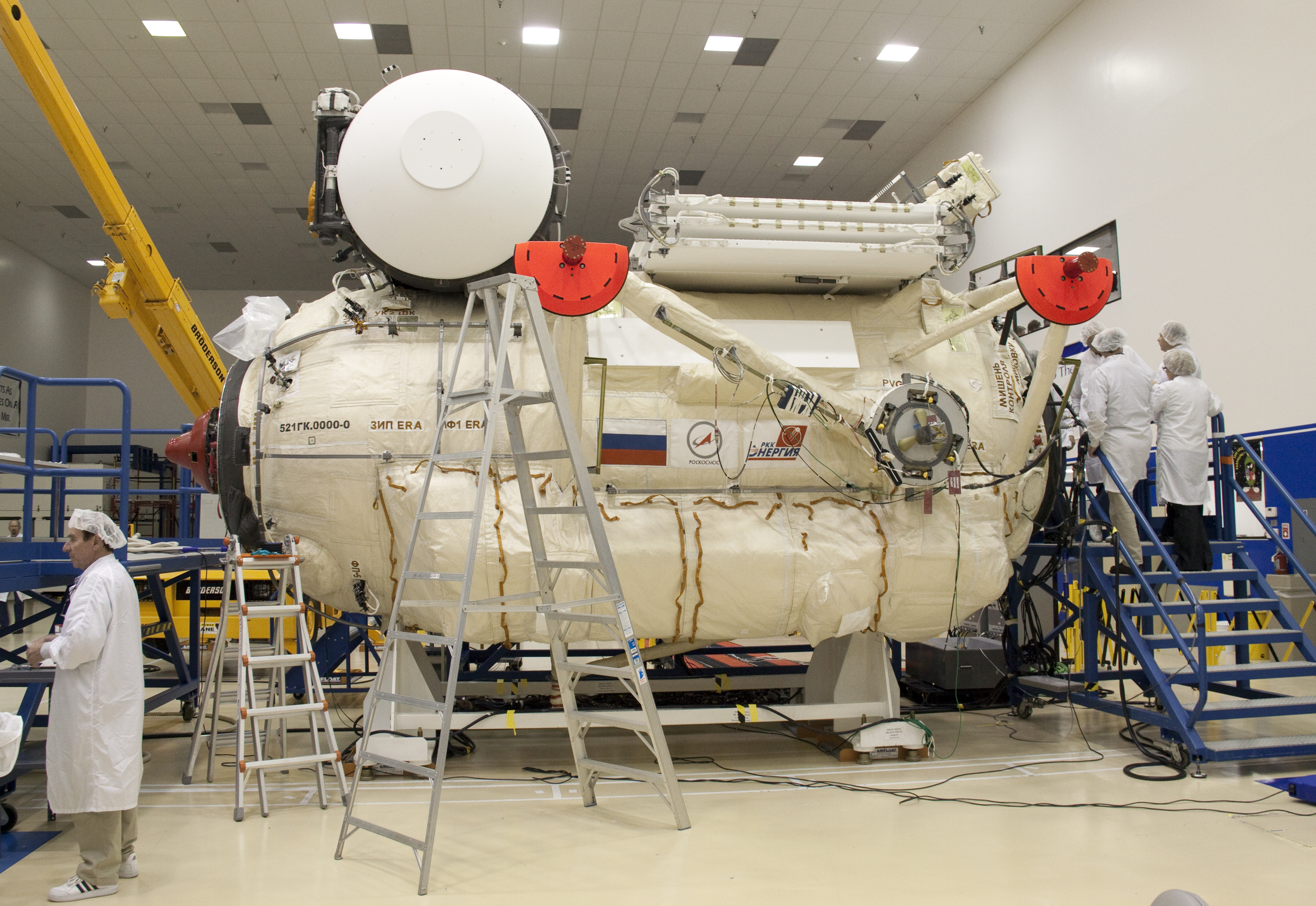
Модуль Рассвет- близнюк Стикувального модуля станції «Мир»

## Конструкція
Відсік мав довжину 4.7 м по площинах шпангоутів стикувальних вузлів і діаметр герметичного відсіку 2.2 м. Максимальна довжина (по пелюстках стикувальних вузлів) - 5.1 м, максимальна ширина (по кінцях горизонтальних цапф кріплення у вантажному відсіку шаттла) - 4.9 м, максимальна висота (від кінця кільової цапфи до контейнера додаткової СБ) - 4.5 м. Маса СО разом з двома доставляються СБ і вузлами кріплення у вантажному відсіку шаттла - 4350 кг.
Герметичний корпус СО був утворений циліндричною обичайкою діаметром 2.2 м і двома сферичними днищами радіусом 1.1 м. Герметичний об'єм стикувального відсіку - 14.6 м3. 

### Стикувальні вузли
По осі обох днищ встановлювалися два андрогинних периферійних агрегату стикування типу АПАС-89: один для стикування СО до модуля «Кристал» (АПАС-1), інший - для стикування з шатлом (АПАС-2). Один вузол був повернений щодо іншого на 25° - для того, щоб струмені з спрямованих вгору двигунів шаттла не били в бік станції. У центрі люка вузла АПАС-1 був зроблений ілюмінатор для телекамери, що забезпечує стикування комбінації «шаттл+СО». У центрі люка АПАС-2 стояла стикувальна мішень для шаттла. Біля кожного вузла був клапан вирівнювання тиску.

### Електроживлення
Електроживлення всіх систем відсіку забезпечувалося від станції «Мир» через роз'єми в вузлі АПАС-1. Усередині СО був встановлений блок плавких запобіжників та електророзетки. Інформаційні канали для управління системами СО з шаттла йшли через мультиплексор-демультиплексор і два роз'єми на АПАС-2. Програмне забезпечення шаттла відстежувало стан і роботу систем СО: тиск і температуру всередині відсіку, роботу вентиляторів системи терморегулювання, стан і роботу обох стикувальних вузлів. Після стикування з «Кристалом» вся інформація з СО пішла через два електрораз'ема на вузлі АПАС-1 в керуючий інформаційно-обчислювальний комплекс ««Миру»».
Усередині СО були встановлені пульти управління обома стикувальними вузлами, блок енергоживлення АПАС, блок управління клапанами тиску, блок живлення та панель управління СЗТР. Для забезпечення заданого теплового режиму зовні відсік був закритий екранно-вакуумної теплоізоляцією. Активна система терморегулювання СО включала гідроконтурі з циркулюючим холодоагентом і блоком автоматичних перемикачів, електричні нагрівачі і вентилятори. Вентилятори забезпечували і циркуляцію повітря. Для підтримки необхідних параметрів по чистоті атмосфери в відсіку стояв фільтр для збору пилу.
Внутрішніми «стінами» гермокорпуса були декоративні панелі, за якими проходили електричні та пневматичні комунікації. В сферичні днища СО вварили технологічні клапани наддуву і скидання тиску, що використовуються при перевірці на герметичність на Землі.

### Багаторазові сонячні панелі
Зовні СО були закріплені багаторазова сонячна батарея (МСБ) і сонячна батарея дооснащення (СБД), засоби захоплення СО маніпулятором шатла, засоби забезпечення стикування, відривна плата РОА, поручні для переміщення космонавтів зовні відсіку.
МСБ, повністю виготовлена російською стороною, була точною копією двох батарей, запущених з модулем «Кристал». Спочатку її планували встановити на торці модуля «Природа», однак вважали за краще «під зав'язку» забити «Природу» американською науковою апаратурою, а МСБ поки поставити на СО. Батарея СБД мала в своєму складі аналогічну російську механічну частину для розгортання і згортання і американські фотоелектричні перетворювачі (ФЕП). Загальна площа двох батарей - 76 м2. Пізніше батареї були перенесені на модуль «Квант» і там встановлені.
У вантажному відсіку шаттла СО фіксувався основним кріпленням (дві цапфи по лівому і правому борту), стабілізуючим (одна цапфа по лівому борту) і кільовим (одна цапфа знизу). Такелажний вузол для маніпулятора шаттла стояв на сферичному днищі з боку «Кристала».